# Église Saint-Jean-Baptiste de Gellainville
L'église Saint-Jean-Baptiste est une église catholique située dans la commune de Gellainville, dans le département français d'Eure-et-Loir. Elle se trouve en lisière de village, éloignée du hameau de Bonville.

## Historique
Construite au XIe siècle, elle est rectangulaire, en pierre de Berchères-les-Pierres et se termine en hémicycle. Elle repose sur de simples murailles soutenues par des contreforts et a été remaniée au XVIe siècle. Elle ne possède plus son porche.
Cet édifice a été entièrement restauré entre 2003 et 2005.

L'église Saint-Jean-Baptiste
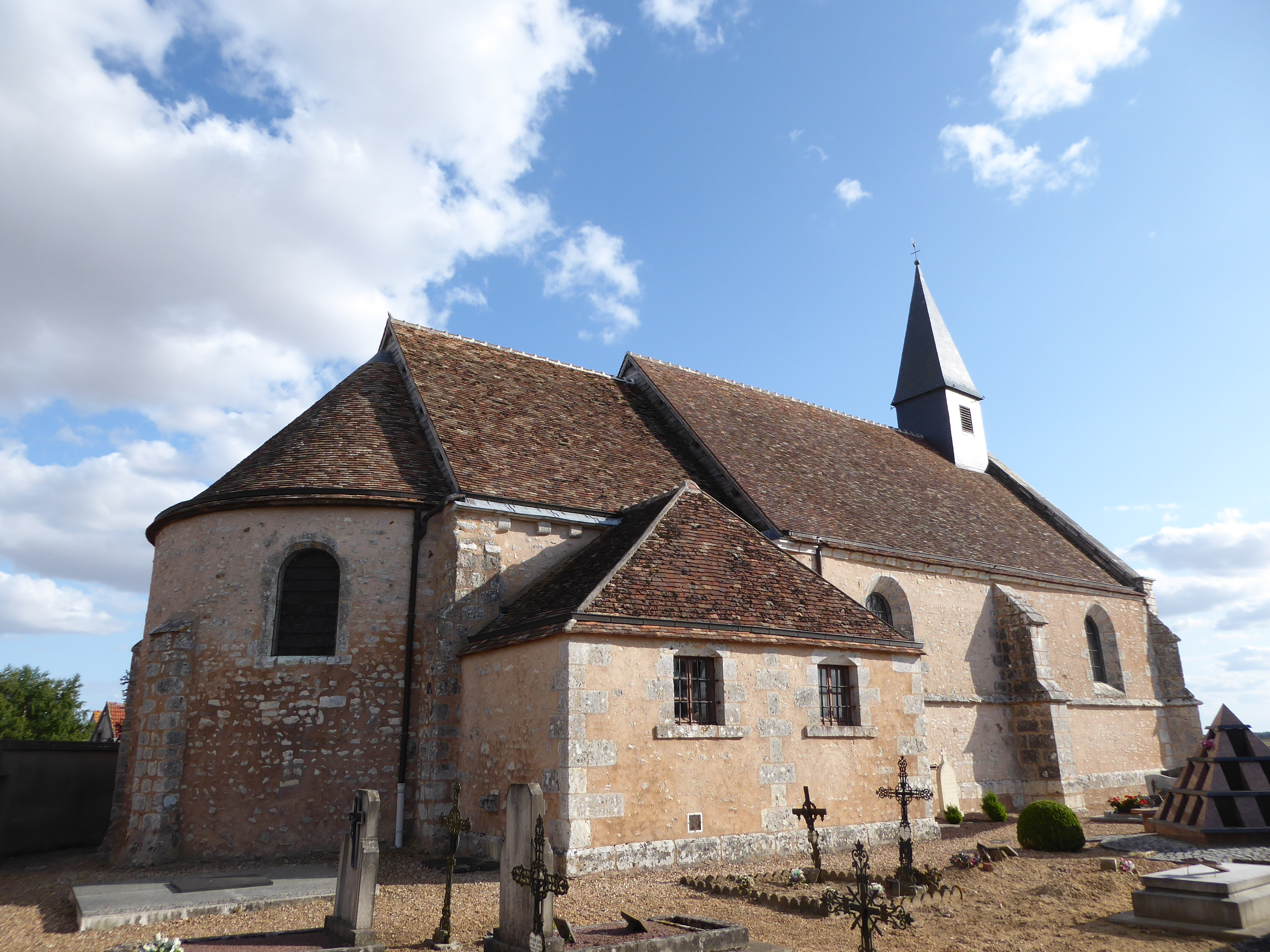
Façade nord.
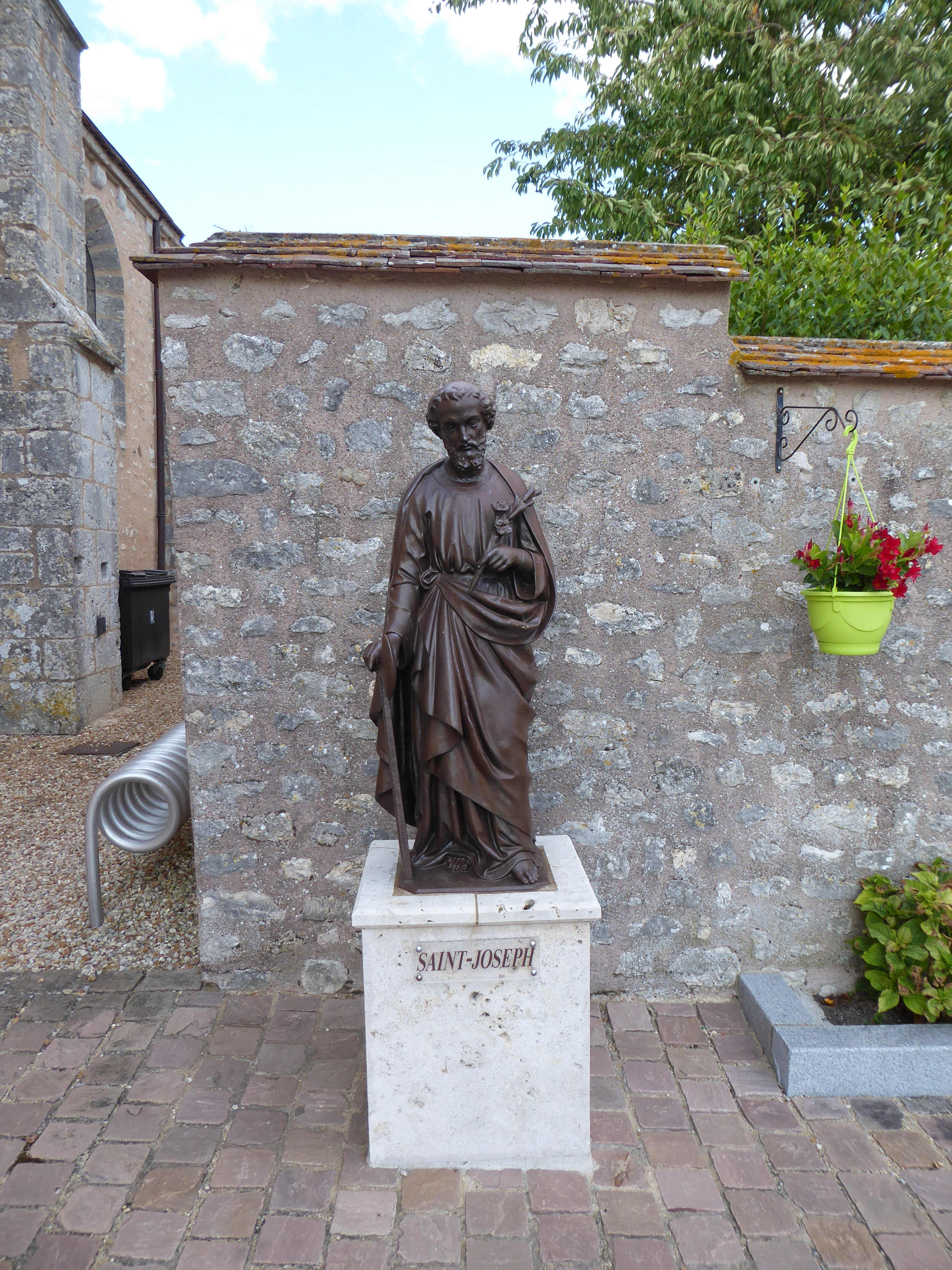
Statue de Saint-Joseph.
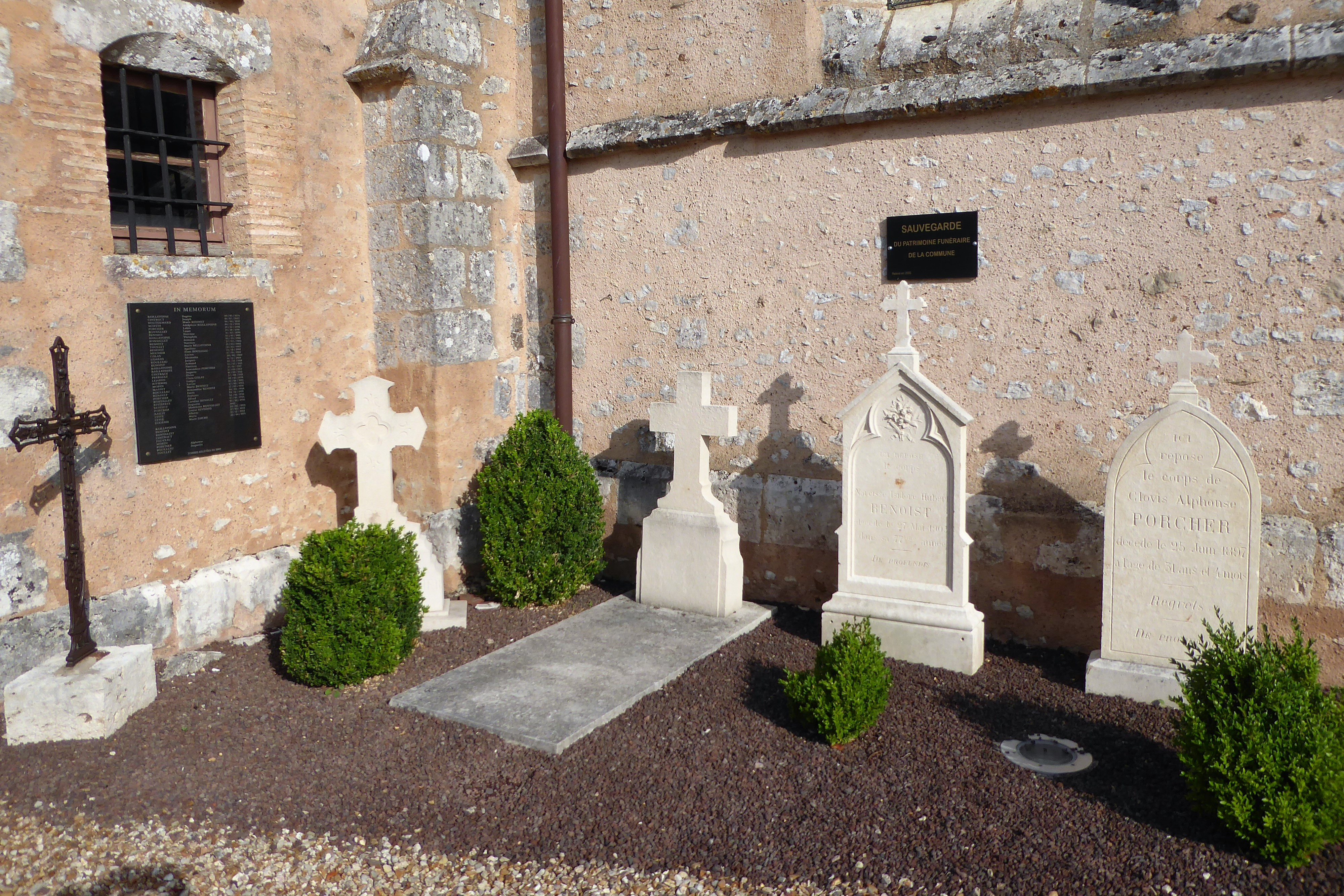
Sauvegarde du patrimoine funéraire.

## Mobilier

### Objets classés monuments historiques
Deux éléments sont classés monuments historiques à titre d'objet :
- Verrière n° 8, en façade sud :

Fin XVIe – XXe siècle,  Classé MH (1908).
Composition : 1 lancette, verre transparent, émail sur verre.
Lancette :
Partie inférieure : remploi d’un panneau carré et de fragments de vitraux XVIe siècle ; côté : 0,80 m. Famille de donateurs sur un fond damassé, emploi comme bouche-trou d’un fragment de grotesque. Écu armorié sur le prie-Dieu, en émaux, de la famille des donateurs, sur fond damassé. Au-dessus : tête de saint, ange.
Partie supérieure : vitrerie losangée XXe siècle.
- Haut-relief du sacre d’un évêque, chœur :

XVe siècle,  Classé MH (1928).
Haut-relief en albâtre, taillé et peint.
Hauteur = 37 cm ; largeur = 27 cm.
Exécuté à Nottingham, Grande-Bretagne.
Cadre en bois sculpté. Dimensions avec le cadre : hauteur = 48 cm ; largeur = 38,5 cm. Traces de peinture.

### Vitraux
L'église abrite un vitrail de Jacques Loire, fils de Gabriel Loire, composé de verres thermoformés et émaillés. La réalisation date de  2008, orne une baie et sa surface est de 2,5 m2.

## Paroisse et doyenné
L'église Saint-Jean-Baptiste de Gellainville fait partie de la paroisse de la Trinité sur le chemin de Saint-Jacques, rattachée au Doyenné de Chartres.